# Wereldkampioenschap superbike van Hockenheim 1994
Het wereldkampioenschap superbike van Hockenheim 1994 was de tweede ronde van het wereldkampioenschap superbike 1994. De races werden verreden op 8 mei 1994 op de Hockenheimring Baden-Württemberg nabij Hockenheim, Duitsland.

## Race 1
| Pos | Nr | Rijder                | Constructeur | Rondes | Tijd                | Grid | Punten |
| --- | -- | --------------------- | ------------ | ------ | ------------------- | ---- | ------ |
| 1   | 1  | Scott Russell         | Kawasaki     | 14     | 29:08.360           | 1    | 20     |
| 2   | 3  | Aaron Slight          | Honda        | 14     | +0.350              | 4    | 17     |
| 3   | 8  | Terry Rymer           | Kawasaki     | 14     | +8.470              | 9    | 15     |
| 4   | 63 | Adrien Morillas       | Kawasaki     | 14     | +25.200             | 15   | 13     |
| 5   | 23 | Doug Polen            | Honda        | 14     | +25.630             | 7    | 11     |
| 6   | 79 | Jean-Yves Mounier     | Ducati       | 14     | +32.190             | 28   | 10     |
| 7   | 37 | Simon Crafar          | Honda        | 14     | +32.510             | 19   | 9      |
| 8   | 88 | Edwin Weibel          | Ducati       | 14     | +32.800             | 14   | 8      |
| 9   | 53 | Rob Phillis           | Kawasaki     | 14     | +35.880             | 22   | 7      |
| 10  | 61 | Roger Kellenberger    | Yamaha       | 14     | +36.800             | 12   | 6      |
| 11  | 76 | Alex Vieira           | Honda        | 14     | +37.050             | 16   | 5      |
| 12  | 49 | Andrea Perselli       | Ducati       | 14     | +37.280             | 31   | 4      |
| 13  | 41 | Michaël Paquay        | Honda        | 14     | +40.230             | 21   | 3      |
| 14  | 33 | Brian Morrison        | Honda        | 14     | +40.470             | 23   | 2      |
| 15  | 60 | Udo Mark              | Ducati       | 14     | +40.680             | 11   | 1      |
| 16  | 71 | Marcel Kellenberger   | Kawasaki     | 14     | +41.020             | 24   |        |
| 17  | 39 | Matt Llewellyn        | Ducati       | 14     | +41.350             | 33   |        |
| 18  | 87 | Roberto Panichi       | Ducati       | 14     | +44.980             | 36   |        |
| 19  | 52 | Jochen Schmid         | Kawasaki     | 14     | +48.940             | 35   |        |
| 20  | 70 | Martin Wimmer         | Kawasaki     | 14     | +1:07.480           | 26   |        |
| 21  | 7  | Stéphane Mertens      | Ducati       | 14     | +1:14.310           | 32   |        |
| DNF | 40 | Serafino Foti         | Ducati       | 13     | Uitgevallen         | 30   |        |
| DNF | 9  | Christer Lindholm     | Yamaha       | 9      | Uitgevallen         | 34   |        |
| DNF | 4  | Fabrizio Pirovano     | Ducati       | 8      | Uitgevallen         | 3    |        |
| DNF | 10 | Mauro Lucchiari       | Yamaha       | 7      | Uitgevallen         | 13   |        |
| DNF | 59 | Mauro Moroni          | Kawasaki     | 6      | Uitgevallen         | 18   |        |
| DNF | 11 | Andreas Meklau        | Ducati       | 6      | Uitgevallen         | 29   |        |
| DNF | 36 | Valerio Destefanis    | Ducati       | 5      | Uitgevallen         | 6    |        |
| DNF | 5  | Giancarlo Falappa     | Ducati       | 4      | Uitgevallen         | 2    |        |
| DNF | 54 | Denis Bonoris         | Kawasaki     | 4      | Uitgevallen         | 27   |        |
| DNF | 26 | Steve Hislop          | Honda        | 3      | Uitgevallen         | 20   |        |
| DNF | 68 | Stefan Scheschowitsch | Kawasaki     | 2      | Uitgevallen         | 25   |        |
| DNF | 20 | Keiichi Kitagawa      | Kawasaki     | 2      | Uitgevallen         | 8    |        |
| DNF | 62 | Rainer Jänisch        | Suzuki       | 1      | Uitgevallen         | 17   |        |
| DNF | 6  | Piergiorgio Bontempi  | Kawasaki     | 0      | Uitgevallen         | 5    |        |
| DNS | 2  | Carl Fogarty          | Ducati       | 0      | Niet gestart        | 10   |        |
| DNQ | 28 | Marcel Ernst          | Kawasaki     | 0      | Niet gekwalificeerd |      |        |
| DNQ | 77 | José Kuhn             | Honda        | 0      | Niet gekwalificeerd |      |        |
| DNQ | 17 | Fabrizio Furlan       | Kawasaki     | 0      | Niet gekwalificeerd |      |        |
| DNQ | 38 | Gianmaria Liverani    | Honda        | 0      | Niet gekwalificeerd |      |        |
| DNQ | 67 | Bernhard Schick       | Ducati       | 0      | Niet gekwalificeerd |      |        |
| DNQ | 65 | Anton Gruschka        | Yamaha       | 0      | Niet gekwalificeerd |      |        |
| DNQ | 32 | Stefano Caracchi      | Ducati       | 0      | Niet gekwalificeerd |      |        |
| DNQ | 18 | Luca Ruggeri          | Ducati       | 0      | Niet gekwalificeerd |      |        |
| DNQ | 57 | Peter Haug            | Honda        | 0      | Niet gekwalificeerd |      |        |
| DNQ | 80 | Nestor Amoroso        | Kawasaki     | 0      | Niet gekwalificeerd |      |        |
| DNQ | 21 | Jean-Marc Delétang    | Yamaha       | 0      | Niet gekwalificeerd |      |        |
| DNQ | 58 | Aldeo Presciutti      | Ducati       | 0      | Niet gekwalificeerd |      |        |
| DNQ | 81 | Dave Redgate          | Yamaha       | 0      | Niet gekwalificeerd |      |        |
| DNQ | 85 | Alain Lelan           | Kawasaki     | 0      | Niet gekwalificeerd |      |        |
| DNQ | 43 | Eric Maillard         | Honda        | 0      | Niet gekwalificeerd |      |        |
| DNQ | 78 | Leonardo Esteban      | Honda        | 0      | Niet gekwalificeerd |      |        |
| DNQ | 74 | Herbert Henziger      | Ducati       | 0      | Niet gekwalificeerd |      |        |
| DNQ | 73 | Michael Galinski      | Honda        | 0      | Niet gekwalificeerd |      |        |
| DNQ | 34 | Bernard Cazade        | Honda        | 0      | Niet gekwalificeerd |      |        |
| DNQ | 66 | John Barton           | Kawasaki     | 0      | Niet gekwalificeerd |      |        |
| DNQ | 64 | Gérald Muteau         | Kawasaki     | 0      | Niet gekwalificeerd |      |        |
| DNQ | 29 | Hugues Blanc          | Ducati       | 0      | Niet gekwalificeerd |      |        |
| DNQ | 82 | Jan Olav Noteng       | Suzuki       | 0      | Niet gekwalificeerd |      |        |
| DNQ | 72 | Anton Berghammer      | Yamaha       | 0      | Niet gekwalificeerd |      |        |
| DNQ | 84 | Thierry Rogier        | Ducati       | 0      | Niet gekwalificeerd |      |        |

## Race 2
| Pos | Nr | Rijder                | Constructeur | Rondes | Tijd                | Grid | Punten |
| --- | -- | --------------------- | ------------ | ------ | ------------------- | ---- | ------ |
| 1   | 1  | Scott Russell         | Kawasaki     | 14     | 29:07.490           | 1    | 20     |
| 2   | 4  | Fabrizio Pirovano     | Ducati       | 14     | +0.250              | 3    | 17     |
| 3   | 23 | Doug Polen            | Honda        | 14     | +0.530              | 7    | 15     |
| 4   | 5  | Giancarlo Falappa     | Ducati       | 14     | +9.180              | 2    | 13     |
| 5   | 20 | Keiichi Kitagawa      | Kawasaki     | 14     | +10.550             | 8    | 11     |
| 6   | 8  | Terry Rymer           | Kawasaki     | 14     | +11.000             | 9    | 10     |
| 7   | 36 | Valerio Destefanis    | Ducati       | 14     | +14.000             | 6    | 9      |
| 8   | 88 | Edwin Weibel          | Ducati       | 14     | +25.250             | 14   | 8      |
| 9   | 60 | Udo Mark              | Ducati       | 14     | +26.460             | 11   | 7      |
| 10  | 11 | Andreas Meklau        | Ducati       | 14     | +26.790             | 29   | 6      |
| 11  | 59 | Mauro Moroni          | Kawasaki     | 14     | +30.960             | 18   | 5      |
| 12  | 9  | Christer Lindholm     | Yamaha       | 14     | +34.480             | 34   | 4      |
| 13  | 52 | Jochen Schmid         | Kawasaki     | 14     | +34.790             | 35   | 3      |
| 14  | 79 | Jean-Yves Mounier     | Ducati       | 14     | +35.020             | 28   | 2      |
| 15  | 54 | Denis Bonoris         | Kawasaki     | 14     | +35.530             | 27   | 1      |
| 16  | 33 | Brian Morrison        | Honda        | 14     | +35.840             | 23   |        |
| 17  | 76 | Alex Vieira           | Honda        | 14     | +36.070             | 16   |        |
| 18  | 71 | Marcel Kellenberger   | Kawasaki     | 14     | +36.300             | 24   |        |
| 19  | 39 | Matt Llewellyn        | Ducati       | 14     | +36.760             | 33   |        |
| 20  | 41 | Michaël Paquay        | Honda        | 14     | +59.910             | 21   |        |
| 21  | 62 | Rainer Jänisch        | Suzuki       | 13     | +1 ronde            | 17   |        |
| DNF | 68 | Stefan Scheschowitsch | Kawasaki     | 13     | Uitgevallen         | 25   |        |
| DNF | 87 | Roberto Panichi       | Ducati       | 11     | Uitgevallen         | 36   |        |
| DNF | 40 | Serafino Foti         | Ducati       | 10     | Uitgevallen         | 30   |        |
| DNF | 3  | Aaron Slight          | Honda        | 8      | Uitgevallen         | 4    |        |
| DNF | 49 | Andrea Perselli       | Ducati       | 5      | Uitgevallen         | 31   |        |
| DNF | 7  | Stéphane Mertens      | Ducati       | 5      | Uitgevallen         | 32   |        |
| DNF | 26 | Steve Hislop          | Honda        | 4      | Uitgevallen         | 20   |        |
| DNF | 61 | Roger Kellenberger    | Yamaha       | 3      | Uitgevallen         | 12   |        |
| DNF | 70 | Martin Wimmer         | Kawasaki     | 3      | Uitgevallen         | 26   |        |
| DNF | 6  | Piergiorgio Bontempi  | Kawasaki     | 2      | Uitgevallen         | 5    |        |
| DNF | 53 | Rob Phillis           | Kawasaki     | 2      | Uitgevallen         | 22   |        |
| DNF | 10 | Mauro Lucchiari       | Yamaha       | 2      | Uitgevallen         | 13   |        |
| DNF | 63 | Adrien Morillas       | Kawasaki     | 2      | Uitgevallen         | 15   |        |
| DNF | 37 | Simon Crafar          | Honda        | 2      | Uitgevallen         | 19   |        |
| DNS | 2  | Carl Fogarty          | Ducati       | 0      | Niet gestart        | 10   |        |
| DNQ | 28 | Marcel Ernst          | Kawasaki     | 0      | Niet gekwalificeerd |      |        |
| DNQ | 77 | José Kuhn             | Honda        | 0      | Niet gekwalificeerd |      |        |
| DNQ | 17 | Fabrizio Furlan       | Kawasaki     | 0      | Niet gekwalificeerd |      |        |
| DNQ | 38 | Gianmaria Liverani    | Honda        | 0      | Niet gekwalificeerd |      |        |
| DNQ | 67 | Bernhard Schick       | Ducati       | 0      | Niet gekwalificeerd |      |        |
| DNQ | 65 | Anton Gruschka        | Yamaha       | 0      | Niet gekwalificeerd |      |        |
| DNQ | 32 | Stefano Caracchi      | Ducati       | 0      | Niet gekwalificeerd |      |        |
| DNQ | 18 | Luca Ruggeri          | Ducati       | 0      | Niet gekwalificeerd |      |        |
| DNQ | 57 | Peter Haug            | Honda        | 0      | Niet gekwalificeerd |      |        |
| DNQ | 80 | Nestor Amoroso        | Kawasaki     | 0      | Niet gekwalificeerd |      |        |
| DNQ | 21 | Jean-Marc Delétang    | Yamaha       | 0      | Niet gekwalificeerd |      |        |
| DNQ | 58 | Aldeo Presciutti      | Ducati       | 0      | Niet gekwalificeerd |      |        |
| DNQ | 81 | Dave Redgate          | Yamaha       | 0      | Niet gekwalificeerd |      |        |
| DNQ | 85 | Alain Lelan           | Kawasaki     | 0      | Niet gekwalificeerd |      |        |
| DNQ | 43 | Eric Maillard         | Honda        | 0      | Niet gekwalificeerd |      |        |
| DNQ | 78 | Leonardo Esteban      | Honda        | 0      | Niet gekwalificeerd |      |        |
| DNQ | 74 | Herbert Henziger      | Ducati       | 0      | Niet gekwalificeerd |      |        |
| DNQ | 73 | Michael Galinski      | Honda        | 0      | Niet gekwalificeerd |      |        |
| DNQ | 34 | Bernard Cazade        | Honda        | 0      | Niet gekwalificeerd |      |        |
| DNQ | 66 | John Barton           | Kawasaki     | 0      | Niet gekwalificeerd |      |        |
| DNQ | 64 | Gérald Muteau         | Kawasaki     | 0      | Niet gekwalificeerd |      |        |
| DNQ | 29 | Hugues Blanc          | Ducati       | 0      | Niet gekwalificeerd |      |        |
| DNQ | 82 | Jan Olav Noteng       | Suzuki       | 0      | Niet gekwalificeerd |      |        |
| DNQ | 72 | Anton Berghammer      | Yamaha       | 0      | Niet gekwalificeerd |      |        |
| DNQ | 84 | Thierry Rogier        | Ducati       | 0      | Niet gekwalificeerd |      |        |

## Tussenstanden na wedstrijd
| Pos | Nr | Rijder            | Team     | Punten |
| --- | -- | ----------------- | -------- | ------ |
| 1   | 1  | Scott Russell     | Kawasaki | 73     |
| 2   | 23 | Doug Polen        | Honda    | 42     |
| 3   | 2  | Carl Fogarty      | Ducati   | 37     |
| 4   | 5  | Giancarlo Falappa | Ducati   | 37     |
| 5   | 3  | Aaron Slight      | Honda    | 34     |

1988 · 1989 · 1990 · 1991 · 1992 · 1993 · 1994 · 1995 · 1996 · 1997 · 1999 · 2000